# Єпископат Кіпрської православної церкви
Єпископат Церкви Кіпру станом на 22 травня 2025 року нараховує 18 ієрархів, серед них 9 правлячих (у тому числі предстоятель церкви — архієпископ Нової Юстиніани і всього Кіпру), 3 вікарії, 2 ігумени, 2 титулярні, 2 ієрархи знаходяться на спокої, 1 з яких — під забороною.

## Чинні єпископи
| №  | Архієрей                 | Архієрей    | Архієрей                                             | Хіротонія       | Хіротонія        | Статус                   |
| №  | Ім'я                     | Сан         | Титул                                                | Дата            | Предстоятельство | Статус                   |
| -- | ------------------------ | ----------- | ---------------------------------------------------- | --------------- | ---------------- | ------------------------ |
| 1  | Георгій (Папахризостому) | архієпископ | Нової Юстиніани і всього Кіпру                       | 26 травня 1996  | Хризостом I      | предстоятель             |
| 2  | Василій (Караянніс)      | митрополит  | Константський, проедр Амохостоський                  | 28 квітня 1996  | Хризостом I      | правлячий                |
| 3  | Неофіт (Масурас)         | митрополит  | Морфський, проедр Солиський                          | 13 вересня 1998 | Хризостом I      | правлячий                |
| 4  | Афанасій (Ніколау)       | митрополит  | Лімасольський, проедр Амафунтський і Курійський      | 14 лютого 1999  | Хризостом I      | правлячий                |
| 5  | Никифор (Кікотіс)        | митрополит  | Кікський і Тиллірійський                             | 24 лютого 2002  | Хризостом I      | правлячий                |
| 6  | Ісая (Кікотіс)           | митрополит  | Тамаський, проедр Орініський                         | 11 червня 2007  | Хризостом II     | правлячий                |
| 7  | Варнава (Ставровуніотіс) | митрополит  | Тріміфунтський, проедр Левкарський                   | 21 липня 2007   | Хризостом II     | правлячий                |
| 8  | Нектарій (Спіру)         | митрополит  | Китійський, іпертим та екзарх Ларнаки та Левкари     | 14 вересня 2008 | Хризостом II     | правлячий                |
| 9  | Хризостом (Кікотіс)      | митрополит  | Кирінійський, іпертим та екзарх Лапітоса та Караваса | 10 грудня 2011  | Хризостом II     | правлячий                |
| 10 | Христофор (Ціакас)       | хор-єпископ | Карпасійський, вікарій архієпископії Нової Юстиніани | 3 червня 2007   | Хризостом II     | вікарій                  |
| 11 | Миколай (Тіміадіс)       | хор-єпископ | Амафунтський, вікарій Лімасольської митрополії       | 10 червня 2007  | Хризостом II     | вікарій                  |
| 12 | Панкратій                | хор-єпископ | Арсінойський, вікарій Пафської митрополії            | 24 жовтня 2020  | Хризостом II     | вікарій                  |
| 13 | Епіфаній (Махаріотіс)    | хор-єпископ | Лідрський, настоятель монастиря Махера               | 23 червня 2007  | Хризостом II     | ігумен                   |
| 14 | Леонтій (Енглістріотіс)  | хор-єпископ | Хітронський, настоятель монастиря святого Неофіта    | 24 червня 2007  | Хризостом II     | ігумен                   |
| 15 | Порфирій (Махаріотіс)    | хор-єпископ | Неапольський                                         | 27 жовтня 2007  | Хризостом II     | титулярний               |
| 16 | Григорій (Хаджиураніу)   | хор-єпископ | Месаорійський                                        | 30 березня 2008 | Хризостом II     | титулярний               |
| 17 | Хризостом (Махаріотіс)   | митрополит  | колишній Китійський                                  | 26 жовтня 1973  | Макарій III      | на спокої, під забороною |
| 18 | Тихик (Вріоніс)          | митрополит  | колишній Пафський                                    | 12 березня 2023 | Георгій          | на спокої                |